# ریونوسوکه آکوتاگاوا
 در این مقاله نام اشخاص ژاپنی به تبعیت از زبان ژاپنی به ترتیب نام خانوادگی-نام نوشته شده است و آكوتاگاوا نام خانوادگی نويسنده می‌باشد.
آکوتاگاوا ریونوسوکه (زاده ۱ مارس ۱۸۹۲ - درگذشته ۲۴ ژوئیه ۱۹۲۷) یک نویسنده داستان کوتاه ژاپنی بود که در دوره تایشو ژاپن فعالیت می‌نمود. از او به عنوان پدر داستان کوتاه ژاپن نام برده می‌شود؛ او در سن سی و پنج سالگی با مصرف بیش از حد باربیتال (با نام تجاری ورونال) خودکشی کرد. در ژاپن همه ساله جایزه‌ای ادبی به نام جایزه آکوتاگاوا اهدا می‌شود که برگرفته از نام اوست.

## اوایل زندگی
آکوتاگاوا ریونوسوکه در یکم مارس سال ۱۸۹۲ (سال ۲۵ میجی) در شهر توکیو متولد شد. پدرش نیهارا توشیزو و مادرش فوکو بود. خانواده وی با تولید و توزیع لبنیات امرار معاش می‌کردند. حاصل ازدواج والدینش سه فرزند بود که ریونوسوکه آخرین آنها بود. دو فرزند دیگر هر دو دختر بودند. هاتسو دختر بزرگتر که یکسال پیش از تولد ریونوسوکه به سبب ضایعات مغزی درگذشت اما دختر کوچکتر هیسا زنده ماند.
فوکو، مادر آکوتاگاوا علاوه بر کمرویی افراطی به نوعی اختلال حواس و جامعه‌گریزی نيز دچار بود که دو حادثه بر وخامت احوال او افزود: یکی مرگ دخترش هاتسو و مقصر دانستن خود در مرگ دخترک و دیگری تولد ریونوسوکه در سنی که در باور مردمان بدشگون بود؛ بنابراین بچه را به دوست توشیزو سپردند و بعد از مدتی او را چون فرزندی سرراهی بازپس گرفتند. هفت ماه پس از تولد ریونوسوکه مادرش به اسكیزوفرنی مبتلا شد.پس از ابتلای مادرش، او به خاله‌اش فوکی سپرده شد. مادرش فوکو تا ده سالگی ریونوسوکه زنده بود و با بيماری دست و ژنجه نرم می‌كرد. ریونوسوکه در خاطراتش می‌نویسد:
مادرم دیوانه بود … مع‌الوصف باید اعتراف کنم که او در مجموع دیوانه‌ای آرام بود.
خاطرات تلخ او از بیماری مادر یکی از عواملی بود که در نهایت منجر به خودکشی ریونوسوکه شد.
از آنجا که فوکی تا آخر عمر مجرد بود و به همراه دایی و زن‌دایی ریونوسوکه در یک خانه ساکن بودند، سال بعد از فوت مادرش، ریونوسوکه به فرزندخواندگی دایی خود، آکوتاگاوا میچی‌آکی گرفته شد و نام خانوادگی او از «نیهارا» به «آکوتاگاوا» تغییر یافت. خانواده آکوتاگاوا، که در دوران ادو از خدمه دربار خاندان توکوگاوا بودند، زمینه‌ای غنی برای پرورش علایق ادبی و هنری او فراهم کردند.
وی از همان ابتدا به آثار کلاسیک چینی و همچنین آثار نویسندگانی همچون موری اوگای و ناتسومه سوسه‌کی علاقه‌مند بود.

## تحصیلات
در سال ۱۸۹۸ میلادی، آکوتاگاوا وارد دبستانی به نام «کُتو» شد که بعدها به «اِهیگاشی» تغییر نام داد و هم‌اکنون در منطقه سومیدا توکیو واقع است. پس از پایان دوره راهنمایی، در سال ۱۹۱۰ میلادی، او با دریافت جایزهٔ «دانش‌آموز ممتاز» تقدیر گردید. به لطف امتیاز کسب شده، او در همان سال بدون آزمون به دبیرستان رده یک توکیو وارد شد و در بخش زبان انگلیسی به تحصیل پرداخت.
در دوران دبیرستان، آکوتاگاوا با دانش‌آموختگان برجسته‌ای مانند کان کیکوچی، ماسائو کومه، فومیو سانو، یوزورو ماتسوئوکا، کیو تسونِتو و سایر هم‌دفتران خود همكلاس شد. او در سال ۱۹۱۳ (میلادی ۱۹۱۳) به دانشگاه امپراتوری توکیو در رشته زبان و ادبیات انگلیسی پذیرش یافت، که در آن زمان یکی از سخت‌ترین رشته‌ها در دانشگاه بود.

## حرفه ادبی
در سال ۱۹۱۴ آکوتاگاوا به همراه دوستان دوران دبیرستانش، نسل سوم مجله‌ای ادبی به نام شینشیچو را تشکیل دادند. در آن آکوتاگاوا با تلخیص «یاناگاوا ریونوسوکه»، آثاری از ویلیام باتلر ییتس و آناتول فرانس را به زبان ژاپنی ترجمه و منتشر کرد. سپس در همان سال، اولین رمان خود به نام «پیری» را در همان مجله منتشر کرد. این آغاز کار او به عنوان یک نویسنده بود. در اکتبر ۱۹۱۵، او یکی از شاهکارهای خود را به نام راشومون را در مجله «تیکوکو بونگاکو» با نام خودش «آکوتاگاوا ریونوسوکه» منتشر کرد. وي از اعضای برجسته جلسات ((گردهمايی پنجشنبه)) كه جلساتی من باب ادبيات و گفتگوهاي ادبی بودند و در منزل نويسنده مشهور ناتسومه سوسه‌كی برگزار ميشد بود.
در اوایل سال ۱۹۱۶ او اثر دماغ را منتشر کرد که نامه‌ای از استاد و الگویش ناتسومه سوسه‌کی دریافت کرد و در آن مورد تحسین قرار گرفته بود. این اولین باری بود که آکوتاگاوا طعم شهرت را می‌چشید. سوسه‌كی در اين نامه به وي گفته بود:
اثر دماغ تو بسيار جالب بود. بی‌آلايش و جدی، طوري كه سعی نكرده بودی طنازی كنی اما مقاديری حس طنز‌آميز از آن گرفته می‌شد كه نشان از سليقه‌ی برگزيده تو دارد. علاوه بر اين، موضوع منتخب تو بسيار چشم‌نواز و تازه است. قلم تو نيز، گيرا و به طرزي قابل تحسين مناسب می‌باشد. شايستگی خاص تو در اين است كه ابسورديتی را به خواننده تحميل نمی‌كنی؛ بلكه به شكلی كاملا طبيعی به آن اجازه می‌دهی كه جلوی چشمان او ظاهر شود. من اين اثر تو را ستايش كردم. در صورتی كه بيست يا سی اثر ديگر با همين كيفيت منتشر كنی می‌توانی در دنيای ادبيات جايگاه خاص خود را بيابی.

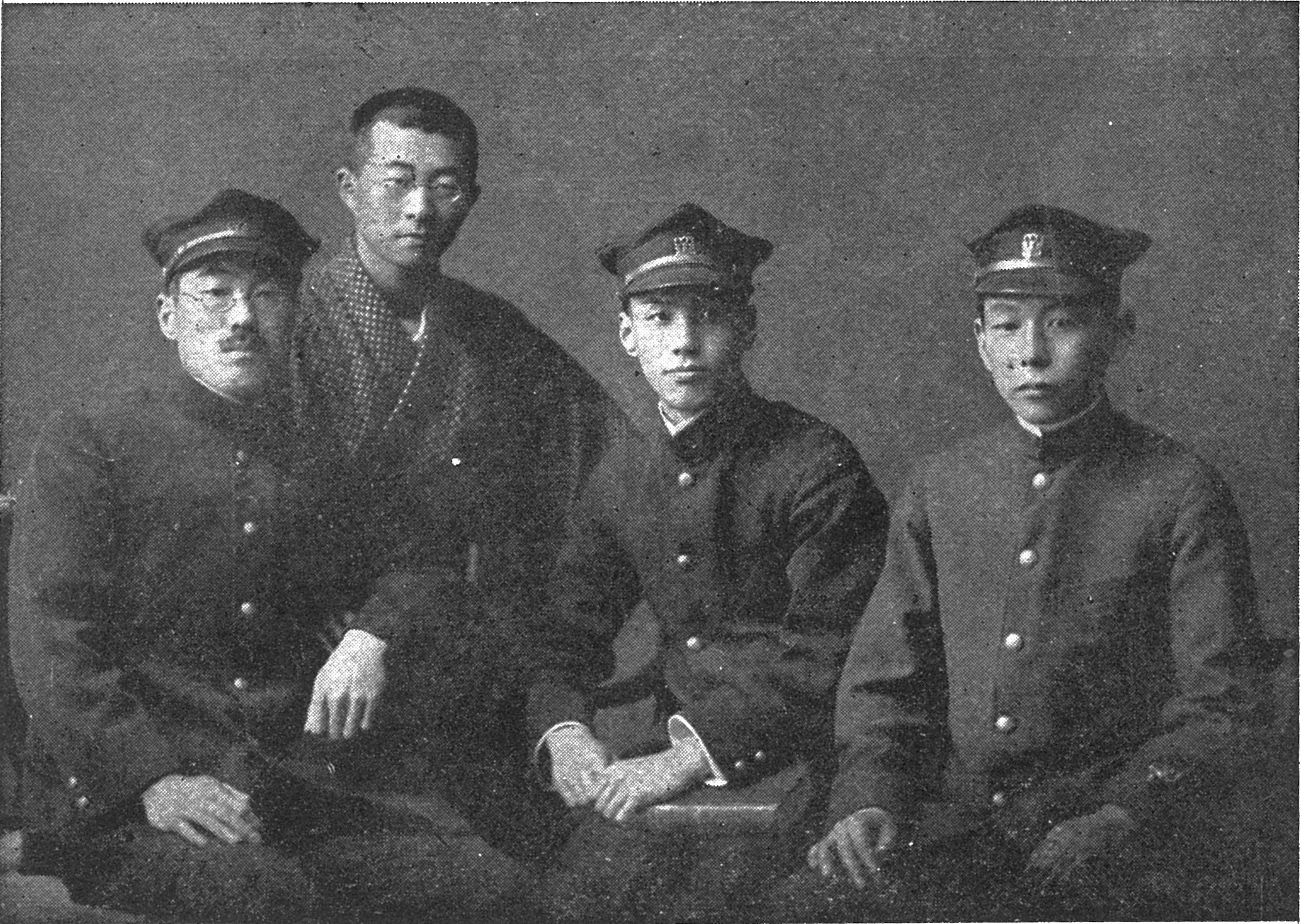
به ترتیب از راست به چپ، ناروسه، آکوتاگاوا، ماتسوئوکا و کومه در سال ۱۹۱۶ میلادی.

همچنین در این زمان بود که آکوتاگاوا شروع به نوشتن هایکو با نام هایگو (نام مستعار) گاکی کرد. آکوتاگاوا با مجموعه‌ای از داستان‌های کوتاه که در دوره هی‌آن، دوره ادو یا اوایل دوره میجی ژاپن اتفاق می‌افتد، دنبال شد. این داستان‌ها آثار کلاسیک و حوادث تاریخی را دوباره تفسیر کردند. نمونه‌هایی از این داستان‌ها عبارتند از: جذب در حروف (1917) و ته‌مانده‌های دشت پژمرده (1918)، شهید (1918). آکوتاگاوا از مخالفان سرسخت ناتورالیسم بود. او در آوریل سال ۱۹۲۰ رمان پاییز را منتشر کرد که مضامین ضد ناتورالیستی در آن بسیار پررنگ بود، مضامینی که در کارهای قبلی او مثل نارنگی (1919) و مجلس رقص (1919) نیز مطرح شده بود.
در سال ۱۹۲۱، حرفه نویسندگی آکوتاگاوا برای مدتی دچار وقفه شد و وی چهار ماه را در چین به عنوان خبرنگار «روزنامه اوساکا ماینیچی» سپری کرد. این سفر براي ريونوسوكه بسيار پراسترس بود و او دچار بیماری‌های مختلفی شد که سلامتیش هرگز از آن‌ها بهبود نیافت. مدت کوتاهی پس از بازگشت، در اثر بیماری و اتفاقات ناگوار رخ داده در سفرش، او رفته رفته منفی‌نگرتر شد و همه اینها به نوشته شدن اثر در بیشه (1922) منتهی شد.
با وجود انتشار آثاری نظیر در بیشه و پوزخند خدایان (1922) در ماه آوریل ۱۹۲۲، آکوتاگاوا متوجه شد دچار بن‌بست نویسندگی شده است. وی حتی با وجود امتناع قبلی خود، به نوشتن I-novel هم روی آورد، اما این هم در آن زمان به عبور او از بن‌بست کمک نکرد.

## تحول سبک ادبی
آثار آکوتاگاوا در دوره‌های اولیه و پایانی زندگی‌اش تفاوت‌های قابل توجهی دارند.
دوره اولیه
آثاری که آکوتاگاوا در اوایل دوران نویسندگی خود خلق کرد، بیشتر بر پایه ادبیات روایت‌شده بودند. آثار برجسته‌ای مانند «راشومون» و «دماغ» در این دوره به وجود آمدند. این آثار اغلب تاریخی بوده و موضوعات مرتبط با مسیحیت را شامل می‌شدند. در آثار تاریخی او، بیشتر بر بررسی درون‌مایه‌های انسانی، به ویژه خودمحوری تمرکز شده است.
دوره میانی
در دوره میانی، آکوتاگاوا به بازگویی داستان‌های تاریخی جهت به تصویر کشیدن مضامین روانشناسی مدرن روی آورد. مثلا در پرده جهنم   (۱۹۱۸) وسواس هنری یکی از مضامین کلیدی بود. او همچنین تلاش کرد تا رمان‌های بلند مانند دروازه فرقه شیطانی را خلق کند، اما این آثار به صورت ناقص باقی ماندند.
داستان‌های آکوتاگاوا متأثر از این باور بود که ادبیات باید جهانی باشد و می‌تواند فرهنگ‌های غربی و ژاپنی را در کنار هم قرار دهد. این ایده را می‌توان در روشی مشاهده کرد که آکوتاگاوا از آثار موجود از فرهنگ‌ها و دوره‌های زمانی مختلف استفاده کرده است یا داستان را با حساسیت‌های مدرن بازنویسی می‌کند یا با استفاده از ایده‌هایی از منابع متعدد داستان‌های جدیدی خلق می‌کند. فرهنگ و شکل‌گیری هویت فرهنگی نیز یکی از موضوعات اصلی در چندین اثر اوست. در این داستان‌ها، او شکل‌گیری هویت فرهنگی را در دوره‌هایی از تاریخ بررسی می‌کند که در آن ژاپن بیشتر به روی تأثیرات خارجی باز بود. نمونه‌ای از این داستان او شهید (۱۹۱۸) است که در اوایل دوره تبلیغ مسیحیت در ژاپن اتفاق می‌افتد.
دوره پایانی
در دوره پایانی زندگی‌اش، آثار آکوتاگاوا بیشتر به بازنگری زندگی خود و مسائل مرتبط با زندگی و مرگ متمرکز شد. در سال‌های پایانی، او رمان‌های روان‌شناختی شیگا نائویا را که فاقد ساختار داستانی مشخصی بودند، تأیید کرد و به‌طور کامل آثار داستان‌محور خود را کنار گذاشت. یکی از آثار این دوره، «سراب» است که نشان‌دهنده تغییر رویکرد او به نویسندگی است.
آثار او همچنین شامل داستان‌های مناسب کودکان مانند توشی‌شون است که بر اساس رمانی چینی با همین نام نوشته شده‌اند. آکوتاگاوا همچنین در خلق گزین‌گویه‌ها مهارت داشت و به زبان‌های کلاسیک چینی نیز تسلط داشت.

## افراد تأثیرگذار
آکوتاگاوا در طول دوران فعالیت خود حتی یک داستان عاشقانه ننوشت. تصویر زنان در داستان‌های آکوتاگاوا عمدتا تحت تأثیر سه زن که نقش مادر او را بازی می‌کردند شکل گرفت. مهم‌ترین مادر او، مادر بیولوژیکی او فوکو بود که ريونوسوكه نگران به ارث بردن جنون وبيماری‌های روانی او بود. اگرچه ریونوسوکه هفت ماه پس از تولدش از فوکو جدا شد، اما به شدت با مادرش همذات پنداری می‌کرد و معتقد بود که اگر هر لحظه ممکن است او نيز دیوانه شود، زندگی بی‌معنی است. خاله‌اش فوکی برجسته‌ترین نقش را در تربیت او ایفا کرد و بیشتر زندگی آکوتاگاوا تحت کنترل او بود. زنان عمدتاً در داستان‌های او نقشی ندارند، اما زنانی که در داستان‌های آکوتاگاوا ظاهر می‌شوند، بسیار شبیه مادرهایش، به‌خصوص خاله‌اش هستند. در بیشتر موارد این زنان سلطه‌جو، پرخاشگر، فریبکار و خودخواه توصيف شده‌اند. برعکس، در آثار او مردان اغلب به عنوان قربانیان چنین زنانی هستند.

## زندگی شخصی و ازدواج
در سال ۱۹۱۴، او با زنی به نام یایو یوشیدا، فارغ‌التحصیل دپارتمان انگلیسی کالج آئویاما دوست شد و به فکر ازدواج با او افتاد، اما به دلیل مخالفت شدید خانواده آکوتاگاوا از این ایده صرف نظر کرد. در سال ۱۹۱۶ با فومی تسوکاموتو نامزد و در سال ۱۹۱۸ با او ازدواج کرد. آنها صاحب سه فرزند شدند: آکوتاگاوا هیروشی (۱۹۲۰–۱۹۸۱) بازیگر بود، آکوتاگاوا تاکاشی (۱۹۲۲–۱۹۴۵) كه به عنوان یک سرباز در برمه کشته شد و آکوتاگاوا یاسوشی (۱۹۲۵–۱۹۸۹) آهنگساز بود.
او برای مدتی از ۱۹۱۶ تا ۱۹۱۹ به عنوان استاد زبان انگلیسی در آکادمی مهندسی نیروی دریایی فعالیت می‌کرد و همزمان به نوشتن ادامه می‌داد. در ماه مارس ۱۹۱۹، او به عنوان نویسنده برای روزنامه «مای‌نیچی» مشغول به کار شد و این نقش به او اجازه داد تا به صورت مستقل به فعالیت‌های ادبی خود بپردازد.

## بیماری و خودکشی

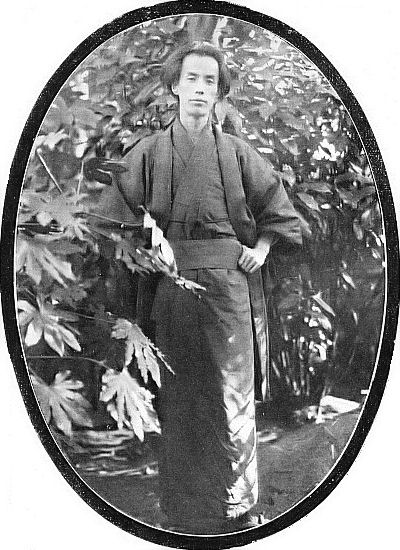
تصویری از آکوتاگاوا در آخرین سال زندگی‌اش، ۱۹۲۷.

ريونوسوكه ماه‌های ژانویه و فوریه سال ۱۹۲۶ را در محل توانبخشی منطقه یوگاوارا گذراند. اختلال بیخوابی امانش را بریده بود و ترس دیوانه شدن به شدت رنجش می‌داد. در آخرین سال زندگی‌اش چندین علامت بيماری روانی در او ظاهر شد. از این علائم می‌توان به اختلال و توهم در قوه شنوایی و افکار سودازدگی اشاره کرد. هنوز تا پایان سال زمان بسیاری مانده بود که به فکر خودکشی افتاد. اما در نهايت سال بعد بود که به زندگی‌اش پایان داد. در اواخر ماه مه سال ۱۹۲۷ تعادل روانی دوستش کوجی اونو به هم خورد و مدتی بعد آکوتاگاوا این به هم خوردن تعادل روانی دوستش را در داستانی غیرمتعارف به توصیف درآورد. از او یادداشتی متعلق به ماه آوریل همان سال به جا مانده است:
من ديگر تاب نوشتن درباره اين موضوعات را ندارم... ادامهٔ زندگی با چنین ادراکاتی، شکنجهٔ توصیف ناپذیری است... آیا کسی پیدا نمی‌شود که آن قدر مهربان باشد كه بی‌سروصدا گلوی مرا در خواب بفشارد و خفه‌ام كند؟
او سرانجام در ساعات اولیهٔ بامداد بیست و چهارم ژوئیه خودکشی کرد. وقتی زنش در حدود ساعت شش صبح بیدار شد ریونوسوکه را مرده یافت چون قرص‌های باربیتال را به مقدار کشنده خورده بود. در یکی از چند نامه‌ای که از او به جا مانده دلیل خودکشی خود را «نگرانی و رنج سربسته و مبهم از آینده» اعلام می‌کند. احتمالاً او مبتلا به اسکیزوفرنی بود و با آگاهی از تغییرات درونی دست به این عمل زده است.

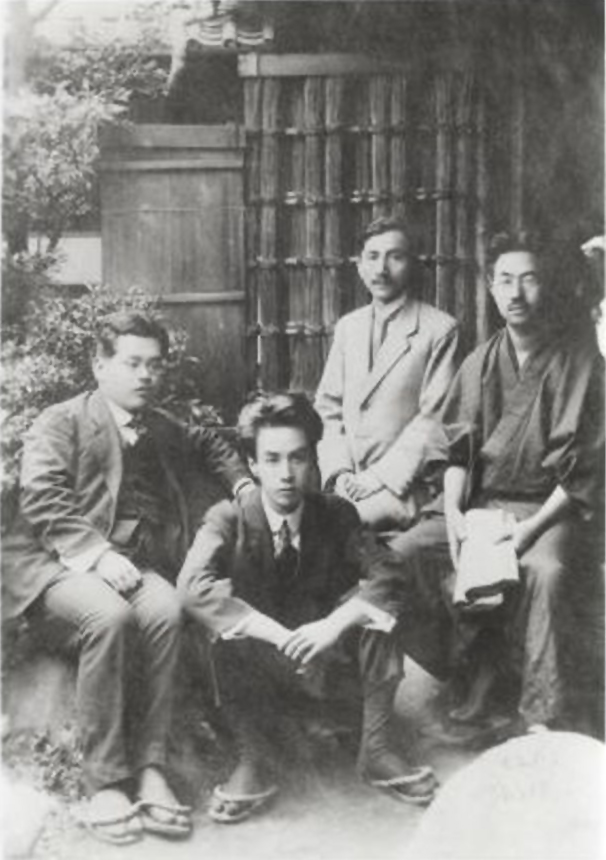
عكس از ريونوسوكه آكوتاگاوا (دومين نفر از چپ) و دوست صميمي او تا آخر عمر، كان كيكوچي (نفر اول از چپ) به همراه دو نفر از دوستانشان. سال ۱۹۱۹

## میراث
آکوتاگاوا در طول زندگی کوتاه خود حدود ۱۵۰ داستان کوتاه نوشت. تعدادی از آنها در رسانه‌های دیگر اقتباس شده‌اند. فیلم معروف آکیرا کوروساوا در سال ۱۹۵۰، راشومون، با عنوان و صحنه‌های برگرفته از رمان راشومون آکوتاگاوا، داستان در بیشه بازگو می‌کند. ویکتوریا پولوا آهنگساز اوکراینی باله گاگاکو (۱۹۹۴) را بر اساس پرده جهنم آکوتاگاوا نوشت. مایاکو کوبو آهنگساز ژاپنی اپرایی با عنوان راشومون بر اساس داستان آکوتاگاوا نوشت.
به افتخار زحمات او، در سال ۱۹۳۵، کان کیکوچی، دوست همیشگی آکوتاگاوا، جایزه‌ی آکوتاگاوا را برای نویسندگان آینده تأسیس کرد.اين جايزه از همان سال‌ها بدل به يكی از جايزه‌های بسيار معتبر در زمينه ادبيات شد و به برندگانش كه نويسندگان جوان هستند اعتبار زيادی ميبخشد.

## آثار و برگردان‌ها
| عنوان فارسی                                    | عنوان اصلی ژاپنی                                              | سال انتشار | برگردان به فارسی |
| ---------------------------------------------- | ------------------------------------------------------------- | ---------- | --- |
| پیری                                           | 老年[Rōnen]                                                   | ۱۹۱۴       | |
| بالتازار                                       | [バルタザアル [Barutazaaru                                    | ۱۹۱۴       | |
| گرگ و میش سلتیک                                | 「ケルトの薄明」より [Keruto no Hakumei yori]                 | ۱۹۱۴       | |
| کوراریموندو                                    | クラリモンド [Kurarimondo]                                    | ۱۹۱۴       | |
| هیوتتوکو                                       | [ひょっとこ [Hyottoko                                         | ۱۹۱۵       | |
| راشومون                                        | 羅生門 [Rashōmon]                                             | ۱۹۱۵       | مجموعه داستان راشومون برگردان رضا دادویی، نشر آدورا. مجموعه داستان ماه عسل آفتابی ترجمه سیمین دانشورنشر نگاه. مجموعه داستان راشومون و هفده داستان دیگر ترجمه پرویز همتیان بروجنی انتشارات امیرکبیر. مجموعه داستان راشومون برگردان امیرفریدون گرگانی، انتشارات ویکتور هوگو.                                                                                 |
| دماغ                                           | 鼻 [Hana]                                                     | ۱۹۱۶       | مجموعه داستان راشومون برگردان رضا دادویی، نشر آدورا. مجموعه داستان پرده جهنم ترجمه جلال بایرام، انتشارات نیلوفر. مجموعه داستان دماغ ترجمه احمد شاملو، نشر مروارید. مجموعه داستان راشومون و هفده داستان دیگر ترجمه پرویز همتیان بروجنی انتشارات امیرکبیر. مجموعه داستان راشومون برگردان امیرفریدون گرگانی، انتشارات ویکتور هوگو.                            |
| آش شلغم                                        | 芋粥 [Imogayu]                                                | ۱۹۱۶       | مجموعه داستان راشومون برگردان رضا دادویی، نشر آدورا. |
| حوله دستی                                      | 手巾 [Shukin]                                                 | ۱۹۱۶       | |
| سیگار و شیطان                                  | 煙草と悪魔 [Tabako to Akuma]                                  | ۱۹۱۶       | |
| یهودی سرگردان                                  | さまよえる猶太人 [Samayoeru Yudayajin]                        | ۱۹۱۷       | |
| گزارش دکتر اوگاتا ریوسای                       | 尾形了斎覚え書 [Ogata Ryosai Oboe gaki]                       | ۱۹۱۷       | مجموعه داستان راشومون و هفده داستان دیگر ترجمه پرویز همتیان بروجنی انتشارات امیرکبیر. |
| غرق در حروف                                    | 戯作三昧 [Gesakuzanmai]                                       | ۱۹۱۷       | |
| شانس                                           | 運[Un]                                                        | ۱۹۱۷       | |
| دوسوموندو                                      | 道祖問答 [Dōsomondō]                                          | ۱۹۱۷       | |
| سرقت                                           | 偸盗 [Chūtō]                                                  | ۱۹۱۷       | |
| حکایت سری که از بدن جدا شد                     | [首が落ちた話 [Kubi ga ochita hanashi                         | ۱۹۱۷       | مجموعه داستان راشومون و هفده داستان دیگر ترجمه پرویز همتیان بروجنی انتشارات امیرکبیر. |
| تار عنکبوت                                     | [Kumo no Ito] 蜘蛛の糸                                        | ۱۹۱۸       | مجموعه داستان راشومون برگردان رضا دادویی، نشر آدورا. مجموعه داستان پرده جهنم ترجمه جلال بایرام، انتشارات نیلوفر. مجموعه داستان راشومون و هفده داستان دیگر ترجمه پرویز همتیان بروجنی انتشارات امیرکبیر. کتاب تار عنکبوت و داستان‌های دیگر، برگردان نیکی نیکنام اصل، انتشارات مروارید. مجموعه داستان راشومون برگردان امیرفریدون گرگانی، انتشارات ویکتور هوگو. |
| پرده جهنم                                      | 地獄変 [Jigokuhen]                                            | ۱۹۱۸       | مجموعه داستان راشومون برگردان رضا دادویی، نشر آدورا. مجموعه داستان پرده جهنم ترجمه جلال بایرام، انتشارات نیلوفر. مجموعه داستان راشومون و هفده داستان دیگر ترجمه پرویز همتیان بروجنی انتشارات امیرکبیر. مجموعه داستان راشومون برگردان امیرفریدون گرگانی، انتشارات ویکتور هوگو.                                                                              |
| فرقه ضاله                                      | 邪宗門 [Jashūmon]                                             | ۱۹۱۸       | |
| شهید                                           | 奉教人の死 [Houkyōnin no Shi]                                 | ۱۹۱۸       | مجموعه داستان راشومون برگردان رضا دادویی، نشر آدورا. |
| کسا و موریتو                                   | [袈裟と盛遠 [Kesa to Moritō                                   | ۱۹۱۸       | مجموعه داستان راشومون برگردان رضا دادویی، نشر آدورا مجموعه داستان راشومون برگردان امیرفریدون گرگانی، انتشارات ویکتور هوگو. |
| کارِنوشو                                        | 枯野抄 [Karenoshō]                                            | ۱۹۱۸       | |
| لوسیفر                                         | るしへる [Rushiberu]                                          | ۱۹۱۸       | |
| اژدها                                          | [竜 [Ryū                                                      | ۱۹۱۹       | مجموعه داستان راشومون برگردان رضا دادویی، نشر آدورا. مجموعه داستان راشومون و هفده داستان دیگر ترجمه پرویز همتیان بروجنی انتشارات امیرکبیر. |
| سگ و سوت                                       | 犬と笛 [Inu to Fue]                                           | ۱۹۱۹       | |
| داستان سنت کیریشیتوهورو                        | きりしとほろ上人伝 [Kirishitohoro Shōninden]                  | ۱۹۱۹       | |
| جادو                                           | 魔術 [Majutsu]                                                | ۱۹۱۹       | کتاب تار عنکبوت و داستان‌های دیگر، برگردان نیکی نیکنام اصل، انتشارات مروارید. |
| نارنگی                                         | 蜜柑 [Mikan]                                                  | ۱۹۱۹       | کتاب تار عنکبوت و داستان‌های دیگر، برگردان نیکی نیکنام اصل، انتشارات مروارید. |
| مجلس رقص (به اشتباه تحت عنوان «توپ» ترجمه شده) | 舞踏会 [Budōkai]                                              | ۱۹۲۰       | مجموعه داستان راشومون برگردان امیرفریدون گرگانی، انتشارات ویکتور هوگو. |
| پاییز                                          | [Aki] 秋                                                      | ۱۹۲۰       | |
| پیازچه‌ها                                       | 葱 [Negi]                                                     | ۱۹۲۰       | مجموعه داستان راشومون و هفده داستان دیگر ترجمه پرویز همتیان بروجنی انتشارات امیرکبیر. |
| مسیح نانکینگ                                   | 南京の基督 [Nankin no Kirisuto]                               | ۱۹۲۰       | |
| توشیشون (تو تزه چون)                           | 杜子春 [Toshishun]                                            | ۱۹۲۰       | کتاب تار عنکبوت و داستان‌های دیگر، برگردان نیکی نیکنام اصل، انتشارات مروارید. مجموعه داستان راشومون برگردان امیرفریدون گرگانی، انتشارات ویکتور هوگو. |
| خدای آتش                                       | アグニの神 [Aguni no Kami]                                    | ۱۹۲۰       | |
| مادر مقدس مشکین‌پوش                             | 黒衣聖母 [Kokui Seibo]                                        | ۱۹۲۰       | |
| ابیای اوراسیایی                                | 山鴫 [Yama-shigi]                                             | ۱۹۲۱       | |
| کوه پاییزی                                     | 秋山図 [Shūzanzu]                                             | ۱۹۲۱       | مجموعه داستان راشومون برگردان امیرفریدون گرگانی، انتشارات ویکتور هوگو. مجموعه داستان کوهستان پاییزی برگردان محمد شهبا، نشر نیلا. کوه پاییز برگردان آرتوش بوداقیان در مجموعه داستانهای کوتاه جهان امروز، نشر سرواد. |
| گزارشی از سفر به شانگهای                       | [上海游記 [Shanhai Yūki                                       | ۱۹۲۱       | |
| در بیشه                                        | 藪の中 [Yabu no Naka]                                         | ۱۹۲۲       | مجموعه داستان راشومون برگردان رضا دادویی، نشر آدورا. مجموعه داستان ماه عسل آفتابی ترجمه سیمین دانشور، نشر نگاه. مجموعه داستان راشومون و هفده داستان دیگر ترجمه پرویز همتیان بروجنی انتشارات امیرکبیر. مجموعه داستان راشومون برگردان امیرفریدون گرگانی، انتشارات ویکتور هوگو.                                                                               |
| لبخند خدایان                                   | 神神の微笑 [Kamigami no Bishō]                                | ۱۹۲۲       | مجموعه داستان راشومون برگردان امیرفریدون گرگانی، انتشارات ویکتور هوگو. |
| شوگون                                          | 将軍 [Shōgun]                                                 | ۱۹۲۲       | |
| تقدیرنامه                                      | 報恩記 [Hōonki]                                               | ۱۹۲۲       | |
| سه گنج                                         | 三つの宝 [Mitsu no Takara]                                    | ۱۹۲۲       | |
| گاری (ترولی)                                   | トロッコ [Torokko]                                            | ۱۹۲۲       | کتاب تار عنکبوت و داستان‌های دیگر، برگردان نیکی نیکنام اصل، انتشارات مروارید. |
| بازارچه ماهی‌فروشی                              | 魚河岸 [Uogashi]                                              | ۱۹۲۲       | |
| اوگین (اوجین)                                  | おぎん [Ogin]                                                 | ۱۹۲۲       | مجموعه داستان راشومون و هفده داستان دیگر ترجمه پرویز همتیان بروجنی انتشارات امیرکبیر. |
| سن‌نین (راهب)                                   | 仙人 [Sennin]                                                 | ۱۹۲۲       | کتاب سن‌نین برگردان حسین مردانلو، نشر غنچه. |
| شاهزاده کاخ ششم                                | 六の宮の姫君 [Roku no Miya no Himegimi]                       | ۱۹۲۲       | |
| زمستان در کلبه کوهستانی سوسه‌کی                 | 漱石山房の冬 [Souseki Sanbō no Fuyu]                          | ۱۹۲۳       | |
| نبرد میمون و خرچنگ                             | 猿蟹合戦 [Sarukanigassen]                                     | ۱۹۲۳       | |
| جوجه                                           | 雛 [Hina]                                                     | ۱۹۲۳       | |
| اوشینو                                         | おしの [Oshino]                                               | ۱۹۲۳       | |
| از خاطرات یاسوکیچی                             | 保吉の手帳から [Yasukichi no Techō kara]                      | ۱۹۲۳       | |
| سفید                                           | 白 [Shiro]                                                    | ۱۹۲۳       | |
| آبابابابا                                      | あばばばば [Ababababa]                                        | ۱۹۲۳       | |
| یک مشت خاک                                     | 一塊の土 [Ikkai no Tsuchi]                                    | ۱۹۲۴       | |
| هنر نویسنده                                    | 文章 [Bunshō]                                                 | ۱۹۲۴       | مجموعه داستان راشومون و هفده داستان دیگر ترجمه پرویز همتیان بروجنی انتشارات امیرکبیر. |
| موموتارو                                       | 桃太郎 [Momotaro]                                             | ۱۹۲۴       | |
| دایدوجی شینسوکه                                | 大導寺信輔の半生 [Daidoujishinsuke no hansei]                 | ۱۹۲۵       | مجموعه داستان راشومون و هفده داستان دیگر ترجمه پرویز همتیان بروجنی انتشارات امیرکبیر. |
| پای اسب                                        | 馬の足 [Horse Legs]                                           | ۱۹۲۵       | مجموعه داستان راشومون و هفده داستان دیگر ترجمه پرویز همتیان بروجنی انتشارات امیرکبیر. |
| فهرست مرگ                                      | 点鬼簿 [Tenkibō]                                              | ۱۹۲۶       | مجموعه داستان راشومون و هفده داستان دیگر ترجمه پرویز همتیان بروجنی انتشارات امیرکبیر. |
| حرف‌های کوتوله                                  | 侏儒の言葉 [Shuju no kotoba]                                  | ۱۹۲۷       | |
| کلبه کوهستانی گِنکاکو                           | 玄鶴山房 [Genkaku Sanbō]                                      | ۱۹۲۷       | |
| کاپا                                           | 河童 [Kappa]                                                  | ۱۹۲۷       | مجموعه داستان راشومون برگردان رضا دادویی، نشر آدورا. مجموعه داستان پرده جهنم ترجمه جلال بایرام، انتشارات نیلوفر. کاپا، برگردان آزاده سلحشور، نشر نیماژ. |
| اغواگری                                        | 誘惑 [Yuuwaku]                                                | ۱۹۲۷       | |
| سراب                                           | 蜃気楼 [Shinkiro]                                             | ۱۹۲۷       | |
| بوستان آساکوسا                                 | 浅草公園 [Asakusa Kouen]                                      | ۱۹۲۷       | |
| هنری، زیادی هنری                               | 文芸的な、余りに文芸的な [Bungeitekina, Amarini Bungeitekina] | ۱۹۲۷       | |
| سوسانُو، جنگ‌آور پیر                             | 老いたる素戔嗚尊 [Oitaru Susanoo no Mikoto]                   | ۱۹۲۷       | مجموعه داستان راشومون برگردان رضا دادویی، نشر آدورا. مجموعه داستان دماغ ترجمه احمد شاملو، نشر مروارید. |
| چرخ‌دنده‌ها                                      | 歯車 [Haguruma]                                               | ۱۹۲۷       | مجموعه داستان راشومون و هفده داستان دیگر ترجمه پرویز همتیان بروجنی انتشارات امیرکبیر. مجموعه داستان راشومون برگردان امیرفریدون گرگانی، انتشارات ویکتور هوگو. |
| زندگی یک ابله                                  | 或阿呆の一生 [Aru Aho no Isshō]                               | ۱۹۲۷       | مجموعه داستان راشومون و هفده داستان دیگر ترجمه پرویز همتیان بروجنی انتشارات امیرکبیر. مجموعه داستان راشومون برگردان امیرفریدون گرگانی، انتشارات ویکتور هوگو. |
| مردی از غرب                                    | 西方の人 [Seihō no Hito]                                      | ۱۹۲۷       | |
| مردی از غرب: ادامه                             | 続西方の人 [Zoku Seihō no Hito]                               | ۱۹۲۷       | |
| نامه‌ای برای یک دوست قدیمی خاص                  | 或旧友へ送る手記 [Aru Kyūyū e Okuru Shuki]                    | ۱۹۲۷       | مجموعه داستان راشومون برگردان امیرفریدون گرگانی، انتشارات ویکتور هوگو. |
| وفاداری                                        | 忠誠 [Chūsei]                                                 | -          | مجموعه داستان راشومون و هفده داستان دیگر ترجمه پرویز همتیان بروجنی انتشارات امیرکبیر. |
| بیماری کودک                                    | 子供の病気 [Kodomo no Byōki]                                  | -          | مجموعه داستان راشومون و هفده داستان دیگر ترجمه پرویز همتیان بروجنی انتشارات امیرکبیر. |
| با باد چرخیده                                  | -                                                             | -          | مجموعه داستان راشومون برگردان رضا دادویی، نشر آدورا. مجموعه داستان دماغ ترجمه احمد شاملو، نشر مروارید. |

## اشارات

کاور اولین جلد مانگای «سگ‌های ولگرد بونگو»

همچنین شخصیتی با این اسم، در انیمه و مانگاي «سگ‌های ولگرد بونگو» وجود دارد که از ریونوسوکه آکوتاگاوا، الهام‌گیری شده است.